# Congolese Posts and Savings Company
Congolese Posts and Savings Company («Конголезская почтово-сберегательная компания»), которая также называется фр. Société des postes et d'épargne du Congo или SOPECO — государственная почтовая компания в Республике Конго.

## Описание
SOPECO — государственная корпорация, учреждённая 1 июля 2001 года постановлением № 10-2001. В Республике Конго работает сорок восемь почтовых отделений компании, в основном в крупных городах. Многие частные компании оказывают услуги по пересылке почтовых отправлений, зачастую без разрешения правительства. Многие из таких компаний занимались этим видом деятельности ещё до принятия законодательства, регулирующего почтовую отрасль.
Первоначально почтовая администрация была принята во Всемирный почтовый союз 3 мая 1961 года и остаётся его членом. Почтовые индексы в Республике Конго не используются.